# BGM (álbum)
BGM es el cuarto álbum de estudio de Yellow Magic Orchestra, lanzado el 21 de marzo de 1981. El título significa "Background music" (música de fondo en español), aunque la televisión japonesa y la publicidad en la prensa usaban alternativamente el título de "Hermosa música grotesca" (Beautiful Grotesque Music en inglés). Este álbum fue producido por Haruomi Hosono. La grabación comenzó el 15 de enero de 1981, en un esfuerzo por lanzar el álbum el 21 de marzo de ese mismo año. El álbum fue el primero de cualquier tipo en presentar el Roland TR-808, una de las primeras cajas de ritmos programables. YMO ya había sido el primer grupo musical en usar el dispositivo, presentándolo en el escenario en 1980. Además del TR-808, este también fue su primer álbum de estudio grabado con el Roland MC-4 Microcomposer.

## Desarrollo
Alfa Records, la compañía discográfica de YMO, había instalado una grabadora digital 3M de 32 pistas en su estudio poco antes de que YMO comenzara a grabar BGM. Dado que a Hosono no le gustaba su calidad de sonido excesivamente nítida, primero grabó todas las secciones rítmicas de BGM en una grabadora analógica TASCAM 80-8 y las copió con la máquina 3M, lo que dio como resultado un sonido más completo, con pistas rítmicas muy comprimidas. Desafortunadamente, hoy en día no existen muestras de trabajo conocidas de la grabadora 3M en Japón, lo que dificulta bastante la reproducción de la cinta maestra.
Uno de los primeros usos del TR-808 para una presentación en vivo fue por parte de Yellow Magic Orchestra en 1980 para la canción "1000 Knives", una re-interpretación de la canción homónima de Ryuichi Sakamoto publicada en 1978. El sonido de las palmas se publicitó más tarde en este álbum, y se usó nuevamente en "1000 Knives" y en "Music Plans", otra de las canciones de Sakamoto.
Peter Barakan debuta como coletrista de YMO; anteriormente había proporcionado la letra de la canción en solitario de Ryuichi Sakamoto "Thatness and Thereness". El mismo Sakamoto a menudo estuvo ausente de las sesiones de grabación de BGM debido a diferencias creativas con Hosono, y presenta "Music Plans" como su única composición nueva para el álbum, y también rehízo la canción "1000 Knives ( de su álbum debut de 1978 Thousand Knives of Ryuichi Sakamoto) y "Happy End" (que tambipen provenia de un trabajo anterior). Otra canción, "Rap Phenomena", fue uno de los primeros intentos de rap electrónico y precursor del Hip hop en Japón. "Loom" es una reelaboración de "The Infinite Space Octave" del programador de YMO Hideki Matsutake, y presenta un glissando lento hacia arriba similar a la nota profunda del logo auditivo de THX. Un sonido similar fue usado previamente por los miembros de YMO Haruomi Hosono y Ryuichi Sakamoto para su álbum de 1978 Cochin Moon. Como la mayoría de los álbumes de YMO, los títulos de las canciones se imprimieron tanto en japonés como en inglés, como se detalla a continuación. "来たるべきもの" se traduce con más precisión como "Lo que debería venir".

## Recepción
Cuando se lanzó en 1981, la recepción del álbum fue positiva. Stereo Review describió la grabación como "cristalina" y la actuación como "dos mundos que se encuentran", elogiando el álbum por su "notable" mezcla entre "Este y Oeste", sus "melodías pegadizas", su "colección ambiciosa de electrónica" y por "empujar las fronteras del rock electrónico", pero señaló que esto afectó la accesibilidad del álbum.

## Lista de Canciones
| Side one |                                                 |          |  |
| N.º      | Título                                          | Duración |  |
| 1.       | «Ballet» (バレエ)                               | 4:34     |  |
| 2.       | «Music Plans» (音楽の計画; "Ongaku no keikaku") | 4:34     |  |
| 3.       | «Rap phenomena» (ラップ現象; "RAP genshou")     | 4:33     |  |
| 4.       | «Happy End» (ハッピー・エンド)                  | 4:33     |  |
| 5.       | «1000 Knives» (千のナイフ; "Sen no KNIFE")      | 5:24     |  |

| Side two |                                             |          |  |
| N.º      | Título                                      | Duración |  |
| 1.       | «Cue» (キュー)                              | 4:33     |  |
| 2.       | «U•T» (ユーティー)                          | 4:34     |  |
| 3.       | «Camouflage» (カムフラージュ)               | 4:34     |  |
| 4.       | «Mass» (マス)                               | 4:32     |  |
| 5.       | «Loom» (来たるべきもの; "Kitaru beki mono") | 5:21     |  |

- Todas las versiones en CD entre 1984 y 1998 continen una toma alterna de "Happy End", con diferencias audibles a lo largo de la segunda mitad de la pista. La versión original aparece en todos los lanzamientos de CD y vinilo posteriores desde 1999 en adelante.

## Personal
Yellow Magic Orchestra – arreglos, instrumentación electrónica, vocales, voces en "U•T", ingenieros de mezclas
- Haruomi Hosono – Bajo eléctrico, bajo sintetizado, Teclados, Delays & Armonizadores en "U•T", Productor
- Ryuichi Sakamoto – Teclados, Vocoder
- Yukihiro Takahashi – Percusiones, percusión electrónica.

Músicos Invitados
- Hideki Matsutake – Programador
- Takeshii Fujii, Don Nagata & Tomoki Miyadera – Coordinación de Equipos
- Peter Barakan – Letras, palabras habladas en "Mass"
- Tomoko Nunoi (inacreditada) – Narración francesa en "Ballet"

Staff
- Kunihiko Murai & Shōrō Kawazoe – Productores Ejecutivos
- Mitsuo Koike – Ingeniero de Mezcla y Audio
- Yoshifumi Īo – Ingeniero de Mezcla
- Kazusuke Obi – Coordinación artística
- Plan-New Werk & Tsukuitoshinao – Servicios creativos
- Masayoshi Sukita – Fotografía